# سام لوري
سام لوري (بالإنجليزية: Sam Lowry)‏ هو لاعب كرة قاعدة أمريكي، ولد في 25 مارس 1920 في فيلادلفيا في الولايات المتحدة، وتوفي بنفس المكان في 1 ديسمبر 1992.

## وصلات خارجية
- سام لوري على موقعبيزبول رفرنس.كوم (الدوري الرئيسي) (الإنجليزية)
- سام لوري على موقعبيزبول رفرنس.كوم (الدوري الثانوي) (الإنجليزية)